# Chionaema straminea
Chionaema straminea là một loài bướm đêm thuộc phân họ Arctiinae, họ Erebidae.